# Liste der Kulturdenkmäler in Eifa (Alsfeld)
Die folgende Liste enthält die in der Denkmaltopographie ausgewiesenen Kulturdenkmäler auf dem Gebiet des Ortsteils Eifa der  Stadt Alsfeld, Vogelsbergkreis, Hessen.
Hinweis: Die Reihenfolge der Denkmäler in dieser Liste orientiert sich an der Anschrift, alternativ ist sie auch nach der Bezeichnung, der vom Landesamt für Denkmalpflege vergebenen Nummer oder der Bauzeit sortierbar.
Kulturdenkmäler werden fortlaufend im Denkmalverzeichnis des Landes Hessen durch das Landesamt für Denkmalpflege Hessen auf Basis des Hessischen Denkmalschutzgesetzes (HDSchG) geführt. Die Schutzwürdigkeit eines Kulturdenkmals hängt nicht von der Eintragung in das Denkmalverzeichnis des Landes Hessen oder der Veröffentlichung in der Denkmaltopographie ab.

| Bild                   | Bezeichnung            | Lage                                                   | Beschreibung | Bauzeit | Objekt-Nr. |
| ---------------------- | ---------------------- | ------------------------------------------------------ | ------------ | ------- | ---------- |
| Bild gesucht BW        | Gesamtanlage Eifa      | Gesamtanlage Lage                                      |              |         | 12425 DDB  |
| Fachwerkwohnhaus       | Fachwerkwohnhaus       | Aulastraße 2 LageFlur: 1, Flurstück: 116/5             |              |         | 12427 DDB  |
| Streckhof              | Streckhof              | Bahnrain 1 LageFlur: 1, Flurstück: 71/1                |              |         | 12428 DDB  |
| Hofanlage              | Hofanlage              | Drehgasse 1 LageFlur: 1, Flurstück: 207/1              |              |         | 13308 DDB  |
| Hofanlage              | Hofanlage              | Drehgasse 2 LageFlur: 1, Flurstück: 214/1              |              |         | 13309 DDB  |
| Einhaus                | Einhaus                | Drehgasse 4 LageFlur: 1, Flurstück: 216                |              |         | 13310 DDB  |
| Hofanlage              | Hofanlage              | Drehgasse 9 LageFlur: 1, Flurstück: 236/3              |              |         | 13311 DDB  |
| Fachwerkwohnhaus       | Fachwerkwohnhaus       | Drehgasse 10 LageFlur: 1, Flurstück: 227/1             |              |         | 12433 DDB  |
| weitere Bilder         | Eisenbahnviadukt       | Eisenbahn, Steinfürst LageFlur: 7, Flurstück: 3/11, 92 |              |         | 12426 DDB  |
| Fachwerkwohnhaus       | Fachwerkwohnhaus       | Rainröder Straße 5 LageFlur: 1, Flurstück: 183/3       |              |         | 13313 DDB  |
| Wohnwirtschaftsgebäude | Wohnwirtschaftsgebäude | Rainröder Straße 7 LageFlur: 1, Flurstück: 179/2       |              |         | 13314 DDB  |
| weitere Bilder         | Magdalenenkapelle      | Schulrain 2A LageFlur: 1, Flurstück: 202/3             |              |         | 13312 DDB  |
| Schule                 | Schule                 | Schulrain 4 LageFlur: 1, Flurstück: 201                |              |         | 13315 DDB  |
| Ehemalige Mühle        | Ehemalige Mühle        | Uferstraße 13 LageFlur: 1, Flurstück: 254/1            |              |         | 12438 DDB  |
| Einhaus                | Einhaus                | Uferstraße 18 LageFlur: 1, Flurstück: 2/1              |              |         | 12439 DDB  |
| Hofanlage              | Hofanlage              | Vorstadt 4 LageFlur: 1, Flurstück: 210/4               |              |         | 13316 DDB  |
| Hofanlage              | Hofanlage              | Vorstadt 7 LageFlur: 1, Flurstück: 127/4               |              |         | 13317 DDB  |
| Hofanlage              | Hofanlage              | Vorstadt 8 LageFlur: 1, Flurstück: 171/12              |              |         | 13318 DDB  |
| Hofanlage              | Hofanlage              | Vorstadt 9 LageFlur: 1, Flurstück: 128/2               |              |         | 13319 DDB  |
| Einhäuser              | Einhäuser              | Vorstadt 42, 44 LageFlur: 9, Flurstück: 22, 23/2       |              |         | 12444 DDB  |